# Dominique Farale
Dominique Farale (né le 3 avril 1931) est le nom de plume d'un écrivain et historien français.

## Biographie
Saint-Cyrien (promotion 1951-1953), officier dans la Légion étrangère (1954-1962), il est ancien officier de l'armée française avec le grade de lieutenant-colonel.
Enseignant et conférencier, il a publié des livres et de nombreux articles sur des thèmes variés, dont la Légion étrangère.
Membre de l'Association des Écrivains combattants, il a été deux fois édité en collections de poche et a reçu le prix Claude Farrère.

## Publications
- Dominique Farale, Messaouda., Le Livre contemporain (Châtillon-sous-Bagneux), Impr. S.E.G.), 1961 (OCLC 460328676)
- Dominique Farale, La legion a la peau dure., Éditions France-Empire, 1964 (OCLC 299884204)
- Dominique Farale, Les Trompettes se sont tues., Presses de la Cité, 1965 (OCLC 742942936)
- Dominique Farale, De Gengis Khan à Qoubilaï Khan : la grande chevauchée mongole, Paris, Economica, coll. « Campagnes & stratégies » (no 38), 2003, 215 p. (ISBN 978-2-717-84537-2)
- Dominique Farale (primé par l'Académie littéraire de Provence), Les étonnantes aventures du lieutenant Pic dit boit-de-l'eau, Paris, Italiques, 2003, 253 p. (ISBN 978-2-910-53632-9)
- Dominique Farale, La bataille des monts Nementcha : Algérie 1954-1962 : un cas concret de guerre subversive et contre-subversive, Paris, Economica, coll. « Campagnes et stratégies » (no 45), 2004, 200 p. (ISBN 978-2-717-84804-5)
- Dominique Farale, Mystérieuse Légion étrangère : de 1831 à nos jours : une épopée combattante et humanitaire, Paris, DIE, coll. « Histoire », 2005, 245 p. (ISBN 978-2-914-29516-1)
- Dominique Farale, Les batailles de la région du Talaset l'expansion musulmane en Asie centrale : Islam et Chine, un choc multiséculaire, Paris, Économica, 2006, 250 p. (ISBN 978-2-717-85200-4)
- Dominique Farale, La Russie et les Turco-Mongols : 15 siècles de guerre, Paris, Economica, coll. « Campagnes et stratégies » (no 61), 2007, 246 p. (ISBN 978-2-717-85429-9)
- Dominique Farale, Les Turcs face à l'Occident : des origines aux Seldjoukides, Paris, Economica, coll. « Campagnes & stratégies / Grandes batailles » (no 65), 2008, 235 p. (ISBN 978-2-717-85595-1)
- Dominique Farale, La Turquie ottomane et l'Europe : du XIVe siècle à nos jours, Paris, Economica, coll. « Campagnes & stratégies / Grandes batailles » (no 75), 2009, 255 p. (ISBN 978-2-717-85673-6)
- Dominique Farale, Les déportés d'Algérie : une saga familiale (roman), Paris, Éditions LBM, 2009, 186 p. (ISBN 978-2-915-34769-2)
- Dominique Farale, Laghrour Abbès, 1926-1957 : colonel de la wilaya des Aurès-Némentcha, Saint-Denis, Bouchène, 2016, 182 p. (ISBN 978-2-356-76047-0)